# 港興業
港興業株式会社（みなとこうぎょう）は、徳島県徳島市に本社を置く書籍・文具・レコードの販売を行う企業。
徳島県内で書店チェーン「附家書店」を展開している。

## 沿革
- 1967年 - 石油販売事業の会社を設立。港石油開店。
- 1986年 - 港石油閉店。住吉のガソリンスタンド閉店
- 1986年 - TSUTAYA住吉店がレンタル店として開店。
- 1989年4月 - 附家書店川内店が開店。
- 1992年4月 - 附家書店鳴門店が開店。CD販売を開始。
- 1999年12月 - 附家書店松茂店が開店。文具販売を開始。
- 2005年7月 - 附家書店国府店が開店。
- 2008年 - 附家書店阿南店が開店。
- 2009年
  - 7月 - 港興業有限会社から港興業株式会社へ商号変更。
  - 8月 - WEBショップ、ショッピングモール楽天にタイムキーパーでオープン。
- 2013年8月 - 附家書店住吉店が開店。
- 2015年9月 - バースブック珈琲住吉店が開店。
- 2015年12月 - WEBショップ、タイムキーパーYAHOO店をオープン。

## 附家書店

### 店舗
- 松茂店 
  - 〒771-0212 徳島県板野郡松茂町中喜来前原東1番越8
- 国府店
  - 〒779-3118 徳島県徳島市国府町井戸字高池窪12－1
- 阿南アピカ店
  - 〒771-0212 徳島県阿南市西路見町字堤外65番地1
- 手帳のタイムキーパー住吉
  - 〒770-0861 徳島県徳島市住吉2丁目2-12